# Camp 4
Le Camp 4 est un terrain de camping du parc national de Yosemite en Californie (États-Unis). Connu dans le monde de l'escalade depuis la fin des années 1940, comme étant le camp de base des grimpeurs de la vallée de Yosemite, il est célèbre pour ses Big walls.  C'est une propriété contributrice au district historique dit « Yosemite Valley », lequel est inscrit au Registre national des lieux historiques depuis le 14 décembre 2006.

## Présentation
Il se trouve juste à côté du village du parc et à proximité des chutes de Yosemite et de El Capitan. Un parking proche du camping permet de laisser sa voiture, mais l’accès aux emplacements se fait à pied.
À la fin des années 1970, il a été officiellement rebaptisé Sunnyside Walk-in Campground jusqu'en 1999 où il a repris son nom d'origine.
Les relations entre les grimpeurs et l'administration du Parc ont souvent été difficiles. En 1997, à la suite d'une inondation de nombreux logements des employés du Parc ont été détruits. L'administration du parc a alors proposé de construire une résidence de trois étages à la place du Camp 4. Tom Frost, un des leaders de l'âge d'or de l'escalade au Yosemite dans les années 1960 a joué un rôle déterminant dans la lutte pour préserver le Camp 4, en faisant un procès au Parc national, et en obtenant le soutien du Club alpin américain. Finalement le camp a été sauvé et classé le 21 février 2003 dans le Registre national des lieux historiques pour « son rôle significatif dans l'histoire de l'escalade moderne en Amérique » (its significant association with the history of modern rock climbing in America),.
De nombreux blocs se trouvent dans le camping, notamment le fameux Midnight Lightning, gravi pour la première fois par Ron Kauk en 1978. 